# Mireya Moscoso
Mireya Elisa Moscoso Rodríguez de Arias (Pedasí, 1 de julho de 1946) é uma política do Panamá, foi a primeira mulher a se tornar presidente de seu país, governando de 1 de setembro de 1999 até 1 de setembro de 2004.
Nascida em uma família pobre, Moscoso tornou-se ativa na campanha presidencial de 1968 de Arnulfo Arias, seguindo-o e se casando com ele quando foi para o exílio após um golpe militar. Após a morte de Arnulfo em 1988, assumiu o controle de sua empresa de café e depois seu partido político, o Partido Arnulfista (PA). Na eleição presidencial de 1994, perdeu para o candidato do Partido Revolucionário Democrático (PRD), Ernesto Pérez Balladares, por 4% dos votos. Em 1999, derrotou o candidato do PRD, Martín Torrijos, por 8%, tornando-se a primeira presidente do Panamá.
Durante seu mandato, presidiu a transferência do Canal do Panamá dos Estados Unidos para o Panamá e a crise econômica que resultou da perda de pessoal dos EUA. Prejudicada por novas restrições de gastos aprovadas pela Assembleia Legislativa, controlada pela oposição, e os escândalos de corrupção de seu governo, teve dificuldade em aprovar suas iniciativas legislativas. Sua popularidade caiu, e o candidato de seu partido, José Alemán, perdeu para Torrijos na eleição de 2004.

## Início de vida e família
Nascida em uma família pobre de Pedasí, Moscoso é filha de uma professora e a mais nova de seis filhos. Mais tarde, trabalhou como secretária e juntou-se à campanha presidencial de Arnulfo Arias em 1968; Arias já havia servido dois mandatos parciais como presidente, sendo deposto, ambas as vezes, pelos militares panamenhos. Ele ganhou a presidência, mas foi novamente deposto pelos militares, desta vez após apenas nove dias no cargo.
Arias exilou-se em Miami, Flórida, e Moscoso o acompanhou, casando com ele no ano seguinte. Ela tinha 23 anos de idade, e ele 67. Durante este período, Moscoso estudou design de interiores no Miami-Dade Community College. Após a morte de Arias em 1988, herdou sua empresa de café. Em 29 de setembro de 1991, quase dois anos após a invasão dos Estados Unidos no Panamá que derrubou Manuel Noriega, tornou-se presidente do partido de seu ex-marido, o Arnulfista.
Também em 1991, Moscoso casou-se com o empresário Richard Gruber. O casal adotou um filho, Richard (nascido em 1992). Moscoso e Gruber se divorciaram em 1997.

## Campanhas presidenciais
Em 1994, Moscoso foi a candidata à presidência do Panamá pelo Partido Arnulfista (PA), buscando suceder o presidente Guillermo Endara, também integrante de seu partido. Seus principais rivais foram o candidato do Partido Revolucionário Democrático (PRD), o administrador de empresas Ernesto Pérez Balladares, e o cantor de salsa Rubén Blades, que presidia o Partido Papa Egoro. Moscoso e Blades procuraram enfatizar a conexão de Pérez Balladares com o governante militar Manuel Noriega, transmitindo imagens dos dois juntos, enquanto Pérez Balladares trabalhou para se posicionar como sucessor do governante militar Omar Torrijos, que era considerado um herói nacional. A campanha de Moscoso, entretanto, foi dificultada pela insatisfação pública com as notadas incompetência e corrupção do governo de Endara. Pérez Balladares finalmente ganhou as eleições com 33% dos votos, enquanto Moscoso ficou com 29% e Blades recebeu 17%.
Moscoso foi novamente indicada como a candidata do PA à presidência para a eleição de 2 de maio de 1999. Seu principal oponente desta vez foi Martín Torrijos, filho de Omar Torrijos, nomeado para representar o PRD após o fracasso de um referendo constitucional que permitiria que Pérez Balladares concorresse a um segundo mandato. Torrijos foi escolhido, em parte, para tentar conquistar eleitores de esquerda depois das privatizações e restrições sindicais instituídas por Balladares. Moscoso concorreu com uma plataforma populista, iniciando muitos de seus discursos com a frase em latim "Vox populi, vox Dei" ("a voz do povo é a voz de Deus"), anteriormente usada por Arias para começar seus próprios discursos. Ela prometeu apoiar a educação, reduzir a pobreza e diminuir o ritmo da privatização. Enquanto Torrijos concorreu em grande parte pela memória de seu pai—incluindo o uso do slogan da campanha, "Omar vive"—Moscoso evocou o de seu marido morto, levando os panamenhos a brincarem de que a eleição foi uma disputa entre "dois cadáveres." Aliados de Torrijos também criticaram Moscoso pela falta de experiência de governo ou seu curso superior. No entanto, ao contrário de 1994, agora era o PRD que foi dificultado pelos escândalos do governo anterior, e Moscoso derrotou Torrijos com 45% dos votos contra 37%.

## Presidência (1999-2004)

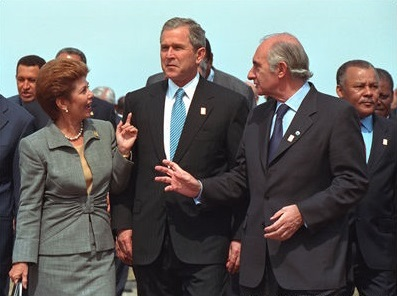
Mireya Moscoso ao lado de George W. Bush, presidente dos Estados Unidos, e Fernando de la Rúa, presidente da Argentina, 13 de outubro de 2001.

Moscoso assumiu a presidência em 1º de setembro de 1999. Por ter se divorciado quando foi empossada, sua irmã mais velha, Ruby Moscoso de Young, serviu como primeira-dama. Diante de uma Assembleia Legislativa controlada pelo oposicionista PRD, Moscoso estava limitada em sua capacidade de fazer novas políticas. Também foi prejudicada por novas restrições rigorosas. Pérez Balladares passou a gastar dinheiro público nos últimos dias de seu mandato, focando atingir o governo de Moscoso.
Em 31 de dezembro de 1999, Moscoso supervisionou a transferência do Canal do Panamá dos Estados Unidos para o Panamá sob o acordado pelos Tratados Torrijos-Carter. Seu governo então enfrentou o desafio de limpar os problemas ambientais na Zona do Canal, onde o Exército dos EUA testou há muito tempo bombas, agentes biológicos e armas químicas. Os problemas restantes incluíram contaminação por chumbo, munições não detonadas e estoques de urânio empobrecido. Embora Moscoso acabou com todos os compromissos de Pérez Balladares da Autoridade do Canal de Panamá e nomeou o magnata de supermercados (e o futuro presidente) Ricardo Martinelli como chefe, a autoridade manteve sua autonomia em relação ao governo do país. Ao mesmo tempo, a economia do Panamá começou a ter dificuldades devido à perda de renda dos funcionários norte-americanos do canal.
Moscoso trabalhou para acabar com o papel do Panamá na criminalidade internacional, aprovando novas leis contra a lavagem de dinheiro e apoiando a transparência fiscal. A legislação permitiu que o Panamá fosse retirado das listas internacionais de paraísos fiscais. Enquanto isso, os crimes violentos aumentaram acentuadamente durante seu mandato. Em setembro de 2000, sob pressão dos EUA e de alguns governos latino-americanos, o governo de Moscoso deu asilo temporário ao ex-chefe do Serviço de Inteligência do Peru, Vladimiro Montesinos, que fugiu de seu país depois de ser filmado subornando um membro do Congresso.
Em dezembro de 2000, restos humanos foram descobertos em uma base da Guarda Nacional do Panamá, incorretamente creditado como sendo de Jesús Héctor Gallego Herrera, um sacerdote assassinado durante a ditadura de Omar Torrijos. Moscoso nomeou uma comissão de verdade para investigar o local e aqueles em outras bases. A comissão enfrentou a oposição da Assembleia Nacional controlada pelo PRD, que cortou o seu financiamento e da presidente do PRD, Balbina Herrera, que ameaçou buscar ações legais contra a presidente. Em última instância, relatou 110 dos 148 casos que examinou, dos quais quarenta de desaparecidos e setenta eram de assassinados. O relatório concluiu que o governo Noriega havia se envolvido em "tortura [e] tratamento cruel, desumano e degradante", e recomendou uma nova exumação e investigação.
Durante seu mandato, Moscoso foi frequentemente acusada de nepotismo por suas nomeações administrativas e enfrentou vários escândalos de corrupção, como o presente inexplicado de US$ 146 000 em relógios para os membros da Assembleia Legislativa. Em 2001, seu índice de aprovação caiu para 23% devido a escândalos de corrupção e preocupação com a economia. Naquele ano, tentou aprovar um pacote de reforma tributária na Assembleia Legislativa, mas a proposta foi contrariada tanto pelo setor privado como pelo trabalho organizado. Em 2003, o embaixador dos EUA criticou publicamente Moscoso pelo crescimento da corrupção durante seu mandato. No final do seu mandato, a sua presidência foi "criticada como abundante em corrupção e incompetência" e "amplamente considerada como fraca e ineficaz."
Barrada pela Constituição do Panamá de concorrer a um segundo mandato consecutivo, Moscoso foi sucedida por seu ex-rival Martín Torrijos, eleito em maio de 2004 com 47,44% dos votos, contra 37,54% de Guillermo Endara. Pouco antes de deixar o cargo, Moscoso provocou controvérsia perdoando quatro homens—Luis Posada Carriles, Gaspar Jiménez, Pedro Remon, e Guillermo Novo Sampol—que foram condenados por conspirar para assassinar o presidente cubano Fidel Castro durante uma visita de 2000 ao Panamá. Cuba rompeu as relações diplomáticas com o país e o presidente venezuelano, Hugo Chávez, chamou seu embaixador no Panamá. Moscoso afirmou que os perdões tinham sido motivados por sua desconfiança contra Torrijos, dizendo: "Eu sabia que, se esses homens ficassem aqui, eles seriam extraditados para Cuba e Venezuela, e lá eles certamente os matariam." Moscoso também emitiu perdões para 87 jornalistas condenados por difamação em até quatorze anos antes. Em 2 de julho de 2008, todos os 180 perdões que Moscoso emitiu foram revogados como inconstitucionais pelo Supremo Tribunal.

## Pós-presidência
Durante a presidência de Torrijos, Moscoso permaneceu uma integrante ativa da oposição. Em setembro de 2007, criticou a nomeação do político do PRD, Pedro Miguel González, que era procurado nos EUA pelo assassinato do sargento do exército dos EUA, Zak Hernández, como chefe da Assembleia Nacional. No mesmo ano, juntou-se a Endara e a Perez Balladares no lobby na Organização dos Estados Americanos para investigar a recusa do governo de Hugo Chavez de renovar a licença de transmissão da estação opositora Radio Caracas Televisión Internacional na Venezuela.
Desde que deixou o cargo, Moscoso também atuou como membro do Conselho das Mulheres Líderes Mundiais do Woodrow Wilson International Center for Scholars, uma rede destinada a "promover a boa governança e melhorar globalmente a experiência da democracia, aumentando o número, a eficácia e a visibilidade das mulheres que lideram nos níveis mais altos em seus países".

## Nota
- Este artigo foi inicialmente traduzido, total ou parcialmente, do artigo da Wikipédia em inglês cujo título é «Mireya Moscoso», especificamente desta versão.